# Another Day to Go Nowhere
Another Day to Go Nowhere es una canción del grupo The Exploited, escrita por su vocalista Wattie Buchan.
El tema es uno de los más reconocidos de su álbum Let's Start A War... Said Maggie One Day, siendo este el único álbum donde aparecería, ya que a diferencia de otros temas como Punk's not Dead o Army life han aparecido en discos en vivo y recopilatorios como Beat 'Em All, Innercity Decay, Live in Japan o Dead Cities. Tiene una duraciones de 2:31 minutos y fue publicado con la discográfica Combat Records.
La temática de la canción escrita por el vocalista Wattie Buchan es de problemas sociales o comunes de la vida cotidiana a la que se le agrega un "Another Day to Go Nowhere" (en español: "Otro Día A Ir En Ninguna Parte"):

Protesting voices have been drowned, Just another town that dies, Work force workers go home and cry, Another day to go nowhere (...)
en español:Las voces que protestan se han ido ahogando, apenas otra ciudad que muere, los trabajadores se van a casa y gritan, otro día para ir a ninguna parte, (...) ).
Wattie Buchan